# Tonanci Ferriol
Tonanci Ferriol (en llatí Tonantius Ferreolus) va ser prefecte de les Gàl·lies al segle v. Es sospita que era natiu de Nimes i la seva família tenia possessions a la Narbonesa. Els seus descendents es troben a Narbona. Era net per part de mare d'Afrani Siagri, prefecte del pretori i cònsol (381 i 382). Va exercir el càrrec durant tres anys: el 430, 431 i 432.
Apareix esmentat en un escrit de Sidoni Apol·linar que diu que Tonanci Ferriol, prefecte romà, va residir un temps a Nimes, a la seva residència ordinària de Prussià (Prusianus), una casa rústica a la vora del Gardon. El seu govern fou apreciat pel poble i els notables provincials i va tenir molta cura de reduir els impostos. Va aconseguir allunyar a Turismon de la vila d'Arle per la seva moderació i prudència, cosa que no havia aconseguit Aeci amb les seves tropes.
Arvande va exercir el mateix càrrec anys després (464-469) i contra aquest Tonanci va dirigir l'acusació de peculatus i lesa majestat. El 470 estava retirat a una casa rústica que tenia a les muntanyes dels Cévennes anomenada Trévidon, quan va morir. Es creu que s'havia retirat a aquest lloc (que estaria a la dreta del Tarn a la província d'Aquitània Primera) per no haver de viure sota domini visigot.
Estava casat amb Papianila, de la mateixa família que l'emperador Marc Mecili Avit. Un dels fills, Tonanci, va destacar en el seu gust per la literatura; un altre, Rorici, va ser bisbe d'Usès i un tercer, Ferriol, també fou bisbe d'Usès; encara hi va haver més fills i els descendents es van perpetuar a la Narbonesa.

## Nota
1. ↑  el que suggereix que almenys les ciutats episcopals de la Narbonesa -i Narbona amb seguretat- estaven sota autoritat romana, doncs sembla poc probable que la primera autoritat romana d'un territori hagués residit en territori dominat pels visigots